# Odontopera bivittaria
Odontopera bivittaria là một loài bướm đêm trong họ Geometridae.